# La Créole

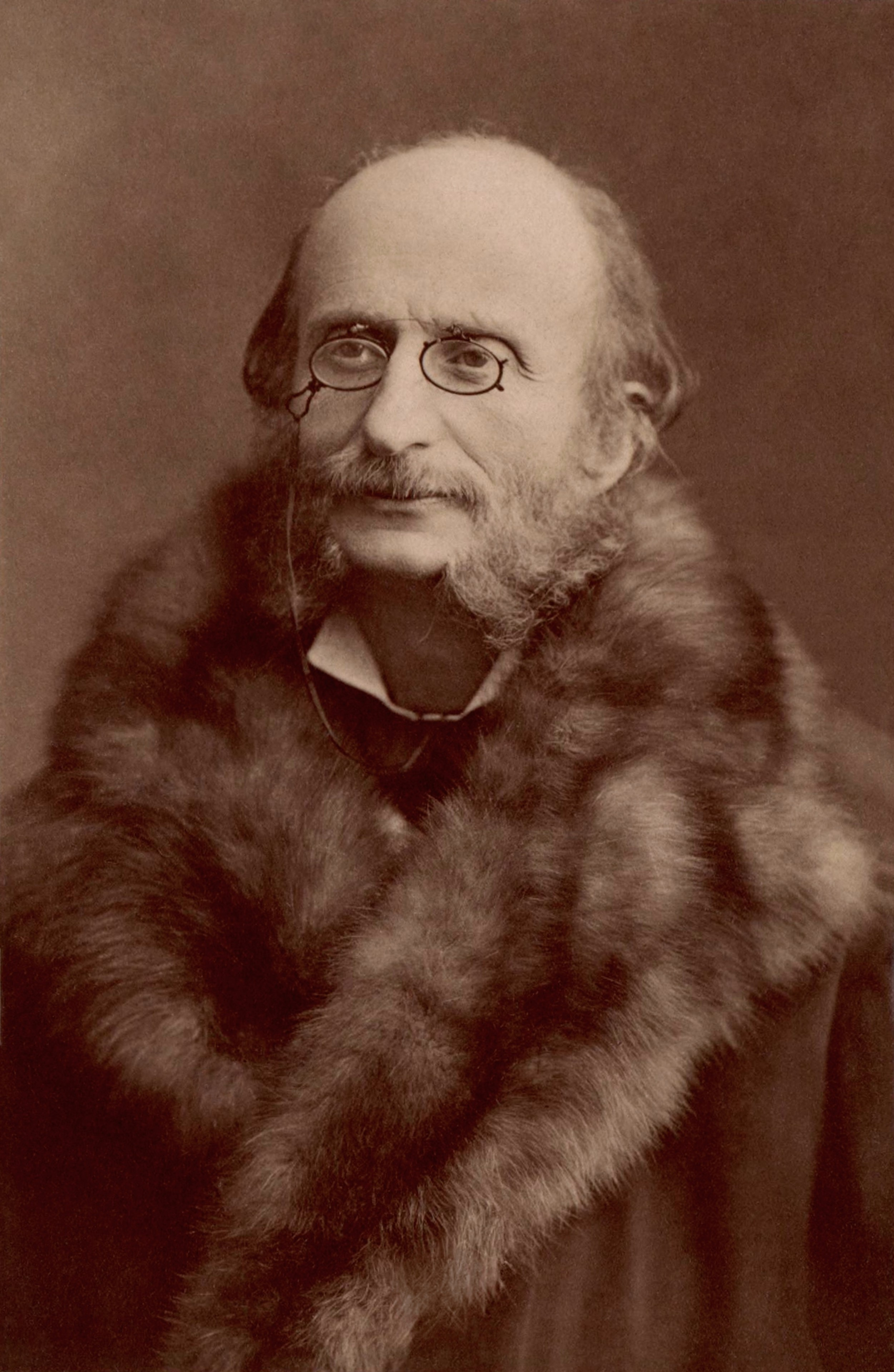
Jacques Offenbach

La Créole är en opéra comique (operett) i tre akter med musik av Jacques Offenbach och libretto av Albert Millaud, med visst bidrag av Henri Meilhac. Operetten var ett av tre helaftonsverk som Offenbach skrev 1875, de andra var La Boulangère a des écus och Le Voyage dans la lune.

## Historia
La Créole hade premiär på Théâtre des Bouffes-Parisiens, Salle Choiseul, i Paris den 3 november 1875. Kostymerna var ritade av Alfred Grévin. Trots att operetten spelades över 60 gånger fick den ett relativt svalt mottagande vid premiären och sattes aldrig upp på nytt.
Den sattes upp på tyska på Theater an der Wien i Wien och i Berlin 1876 (som Die Creolin), på polska i Lemberg (Lwówek Śląski) samma år, i London och Bryssel 1877, och på spanska i Mexiko 1885. Omarbetad som The Commodore var den tänkt att bli en framgång för sångerskan Violet Cameron och sattes upp i London och New York 1886.
En nyuppsättning på Théâtre Marigny med Joséphine Baker i titelrollen hade premiär den 17 december 1934, men med ett omarbetat libretto av Albert Willemetz och några ändringar i musiken.

## Personer
| Roller                                      | Röststämma  | Premiärbesättning 3 november 1875, (Dirigent: Jacques Offenbach) |
| ------------------------------------------- | ----------- | ---------------------------------------------------------------- |
| Dora, dotter till guvernören av Guadeloupe  | mezzosopran | Anna Judic                                                       |
| René de Feuilles-Mortes                     | sopran      | Anna Van Ghell                                                   |
| Antoinette                                  | sopran      | Luce Couturier                                                   |
| Brudtärna                                   | sopran      | Soll och Morena                                                  |
| Le Commandant de Feuilles-Mortes            | baryton     | Daubray                                                          |
| Monsieur de Frontignac                      | tenor       | Henri Vanderjeught 'Cooper'                                      |
| Saint-Chamas, officer på kommendörens skepp | baryton     | Lucien Fugère                                                    |
| Notarie                                     | baryton     | Homerville och Pescheux                                          |
| Sjömän, kvinnor, brudtärnor                 |             |                                                                  |

## Handling
Tid och plats: 1685, La Rochelle

### Akt 1
Sjökaptenen Adhémar de Feuilles-Mortes är i färd med att segla iväg på en ny seglats men planerar först att gifta bort sin myndling Antoinette med sin nevö René. Dessvärre är Antoinette inte förälskad i René; hennes älskade är Renés vän, den unge advokaten Frontignac. Samtidigt är vildbasaren René fast besluten att återse den kreolska flicka han mötte när han var i Guadeloupe. Men Adhémar står fast vid sitt beslut. När amiralen beordrar honom till sjöss och Adhémar är utom synhåll gifter sig Antoinette med sin Frontignac.

### Akt 2
Ett halvår senare återvänder Adhémar från Guadeloupe med en ny myndling som är ämnad för Frontignac. Det visar sig vara Dora, kreolskan som René har sökt. För att inte avslöja sig låtsas Antoinette och René vara gifta, medan Frotignac uppvaktar den vackra kreolskan. Men Frontignac avslöjas i en öm omfamning med sin hustru och René lyckas övertala Dora att hon inte har blivit lurad och att han fortfarande älskar henne. Sjökaptenen försöker få ihop Frontignac med Dora men hon vägrar. Just då ljuder tre kanonskott och en ny order utfärdas för kaptenen. Han tar med sig alla de unga och seglar bort.

### Akt 3
Ombord på skeppet mottager kaptenen ett brev från kaparen René Duguay-Trouin, vilket endast får öppnas vid en speciell tidpunkt till havs. När kaptenen har vaggats till sömn av en vaggvisa lyckas de unga få tag i brevet och lovar att endast lämna tillbaka det om kaptenen går med på att låta René få gifta sig med Dora. När bröllopet är lagfäst är alla lyckliga.